# (374851) 2006 VV2
(374851) 2006 VV2 est un astéroïde Apollon et aréocroiseur, classé comme potentiellement dangereux. Il fut découvert par LINEAR à Socorro le 11 novembre 2006.